# 张仲贤
张仲贤（1469年—？），山西太原府陽曲縣人，明朝政治人物。累官順天巡撫。

## 生平
山西乡试第十八名举人，曾任县學教谕。弘治十八年（1505年）乙丑科進士。正德初授陕西郃阳县知县，正德七年（1512年）补华亭县知县，正德九年（1514年）授湖广道监察御史。
嘉靖二年（1523）九月，升顺天府府丞。次年大禮議期間，參與左順門事件，受廷杖。嘉靖六年二月官至右佥都御史，整饬蓟州边备，兼巡抚顺天等地。嘉靖六年（1527年）九月，在李福达案中，因与御史马录的书信，以交通私答，革职闲住。

## 家族
曾祖张孝先。祖父张本。父张通。母汤氏，継母贾氏。具庆下。弟张仲良。